# Auseklis Dyneburg
Auseklis Dyneburg (łot. Futbola klubs „Auseklis”) – łotewski klub piłkarski z siedzibą w mieście Dyneburg, w południowo-wschodniej części kraju.

## Historia
Chronologia nazw:
- 1944: Daugava Dyneburg
- 1952: DSK Dyneburg (Kolejarski klub sportowy)
- 1955: FK Daugavpils
- 1959: Celtnieks Dyneburg
- 1964: CKR Dyneburg (Zakład konstrukcji budowlanych)
- 1968: Lokomotīve Dyneburg
- 1970: Celtnieks Dyneburg (Budowlaniec)
- 1973: Ķīmiķis Dyneburg (Chimik)
- 1985: Celtnieks Dyneburg
- 1992: BJSS/Celtnieks Dyneburg
- 1993: Auseklis Dyneburg
- 1994: klub rozwiązano

Klub Piłkarski Daugava został założony w mieście Dyneburg w 1944 roku. Nazwa pochodziła od nazwy rzeki Daugava. W 1949 zespół debiutował w wyższej klasie mistrzostw Łotewskiej SRR. Wtedy nazwy drużyn często się zmieniały: w 1952 roku klub zmienił nazwę na DSK Dyneburg (Kolejarski klub sportowy), w 1955 na FK Daugavpils, w 1959 na Celtnieks Dyneburg (Budownlaniec), w 1964 na CKR Dyneburg (Zakład konstrukcji budowlanych), w 1968 na Lokomotīve Dyneburg, a w 1970 przywrócił nazwę Celtnieks Dyneburg.
W 1973 roku klub otrzymał nazwę Ķīmiķis Dyneburg. W 1974 wrócił do Klasy A mistrzostw Łotewskiej SRR. Lata od 1975 do 1980 były „złotą epoką piłki nożnej w Dyneburgu”. W 1975 zespół był trzecim, w 1976 – drugim, w 1977 znów trzecim. W 1978 zdobył swój pierwszy tytuł mistrzowski. W 1979 ponownie zajął trzecią lokatę, aby w 1980 znów powrócić na najwyższy stopień mistrzostw Łotewskiej SRR. Od 1981 roku nastąpił spadek. W 1985 roku klub po raz trzeci przyjął nazwę Celtnieks Dyneburg. Drużyna w sezonach 1985, 1987 była wicemistrzem, a w 1988 i 1989 zdobywała brązowe medale mistrzostw. W 1990 zespół startował w rozgrywkach mistrzostw Krajów Nadbałtyckich, w której zajął 12.miejsce wśród 18 drużyn. Sezon 1991 zakończył na czwartej lokacie mistrzostw Łotewskiej SRR.
Po uzyskaniu niepodległości przez Łotwę 21 sierpnia 1991 roku i organizowaniu własnych mistrzostw klub w 1992 połączył się ze Szkołą Sportową i jako BJSS/Celtnieks Dyneburg startował w rozgrywkach najwyższej ligi, gdzie zajął 7.miejsce. W 1993 klub zmienił nazwę na Auseklis Dyneburg i zajął 5.miejsce. Sezon 1994 zakończył na 9.pozycji, ale potem zrezygnował z występów i został rozwiązany.

## Sukcesy

### Trofea międzynarodowe
Nie uczestniczył w rozgrywkach europejskich (stan na 31-12-2017).

### Trofea krajowe
| \| \| Zdobyte trofea w rozgrywkach Łotwy (stan na: 31-12-2017) \| |                                                          |      |          |
| Rozgrywki                                                         | Osiągnięcie                                              | Razy | Sezon(y) |
| Mistrzostwo                                                       | I miejsce                                                | 0    |          |
| Mistrzostwo                                                       | II miejsce                                               | 0    |          |
| Mistrzostwo                                                       | III miejsce                                              | 0    |          |
| Mistrzostwo                                                       | 5.miejsce                                                | 1    | 1993     |
| · Puchar                                                          | zdobywca                                                 | 0    |          |
| · Puchar                                                          | finalista                                                | 0    |          |
| · Puchar                                                          | ćwierćfinalista                                          | 1    | 1992     |
| II liga                                                           | I miejsce                                                | 0    |          |
| II liga                                                           | II miejsce                                               | 0    |          |
| II liga                                                           | III miejsce                                              | 0    |          |
| Łotwa                                                             | Zdobyte trofea w rozgrywkach Łotwy (stan na: 31-12-2017) |      |          |

- Mistrzostwo Łotewskiej SRR:
  - mistrz (2x): 1978, 1980
  - wicemistrz (4x): 1964, 1976, 1985, 1987
  - 3. miejsce (6x): 1975, 1977, 1979, 1981, 1988, 1989
- Puchar Łotewskiej SRR:
  - zdobywca (3x): 1976, 1979, 1991
  - finalista (3x): 1961, 1981, 1989

## Stadion
Klub rozgrywa swoje mecze domowe na stadionie Celtnieks w Dyneburgu, który może pomieścić 5000 widzów.

## Trenerzy
...
- 1959–1963:  Nikołaj Sysojew
- 1964:  W. Jelkin
- 19??–19??:  Wiktor Muzalewski (z przerwami)
- 19??–19??:  Giennadij Makarkin
- 19??–19??:  Jurij Mielniczenko
- 1975:  Wiktor Muzalewski
- 1976–1981:  Władimir Ryba
- 1981–1991:  Valērijs Kunickis
- 1992–1994:  Genādijs Pašins